# Ahmed Yassin
Ahmed Ismail Yassin (Arabisk: أحمد إسماعيل ياسين) (født 1. januar 1937, død 22. marts 2004). Var i 1987 medstifter og leder af det palæstinensiske sunni-muslimske parti Hamas.
Yassin var næsten blind og sad i kørestol siden en sportsulykke som 12-årig. Han blev slået ihjel ved et israelsk helikopterangreb i 2004, da han i sin kørestol blev kørt hjem fra morgenbønnen. I samme angreb blev begge Yassins livvagter samt ni forbipasserende dræbt.